# Saint-Jouin-Bruneval
Saint-Jouin-Bruneval är en kommun i departementet Seine-Maritime i regionen Normandie i norra Frankrike. Kommunen ligger i kantonen Criquetot-l'Esneval som tillhör arrondissementet Le Havre. År 2022 hade Saint-Jouin-Bruneval 1 822 invånare.

## Befolkningsutveckling
Antalet invånare i kommunen Saint-Jouin-Bruneval
| Referens: INSEE |